# Sông

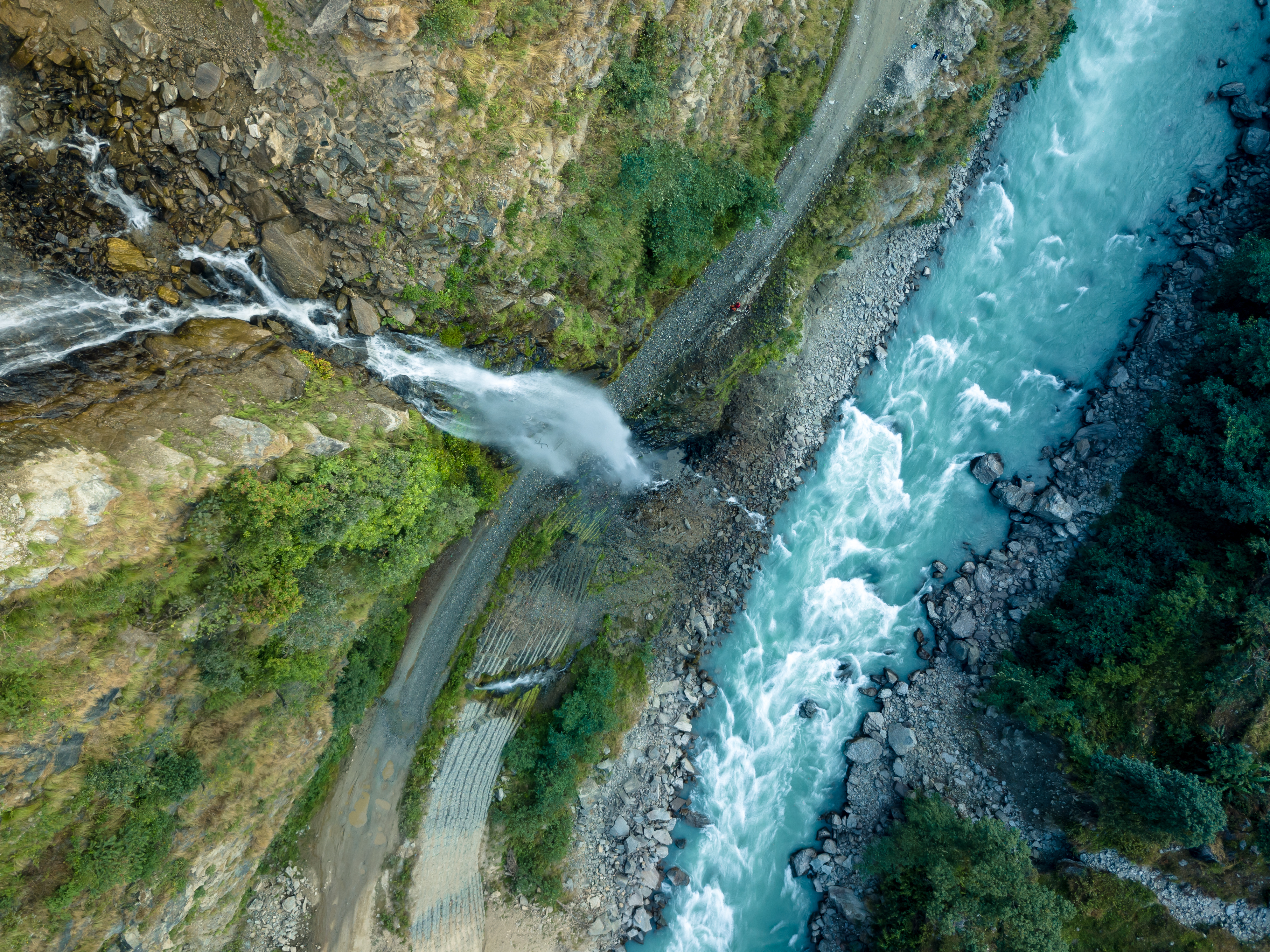
Sông Tamakoshi và thác Bhorley ở Nepal nhìn từ trên cao

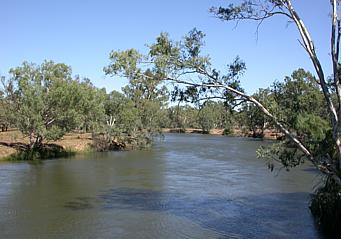
Sông Murray tại Úc

Sông là dòng nước chảy thường xuyên tương đối ổn định trên bề mặt lục địa, các dòng sông hầu hết đều đổ ra biển; nơi tiếp giáp với biển được gọi là cửa sông. Trong một vài trường hợp, sông chảy ngầm xuống đất hoặc khô cạn hoàn toàn trước khi chúng chảy đến một cửa sông hoặc khu vực nước khác. Các con sông nhỏ cũng có thể được gọi bằng nhiều tên khác nhau như suối, sông nhánh hay rạch. Không có một tiêu chuẩn nào để gọi tên cho các yếu tố địa lý như sông, suối, mặc dù ở một số quốc gia, cộng đồng thì người ta gọi dòng chảy là sông, rạch tùy thuộc vào kích thước của nó.
Các con sông là một thành phần quan trọng trong vòng tuần hoàn nước, nó là các bồn thu nước từ nước mưa chảy tràn, tuyết hoặc nước ngầm và vận chuyển các loại nước này ra biển.

## Phân loại

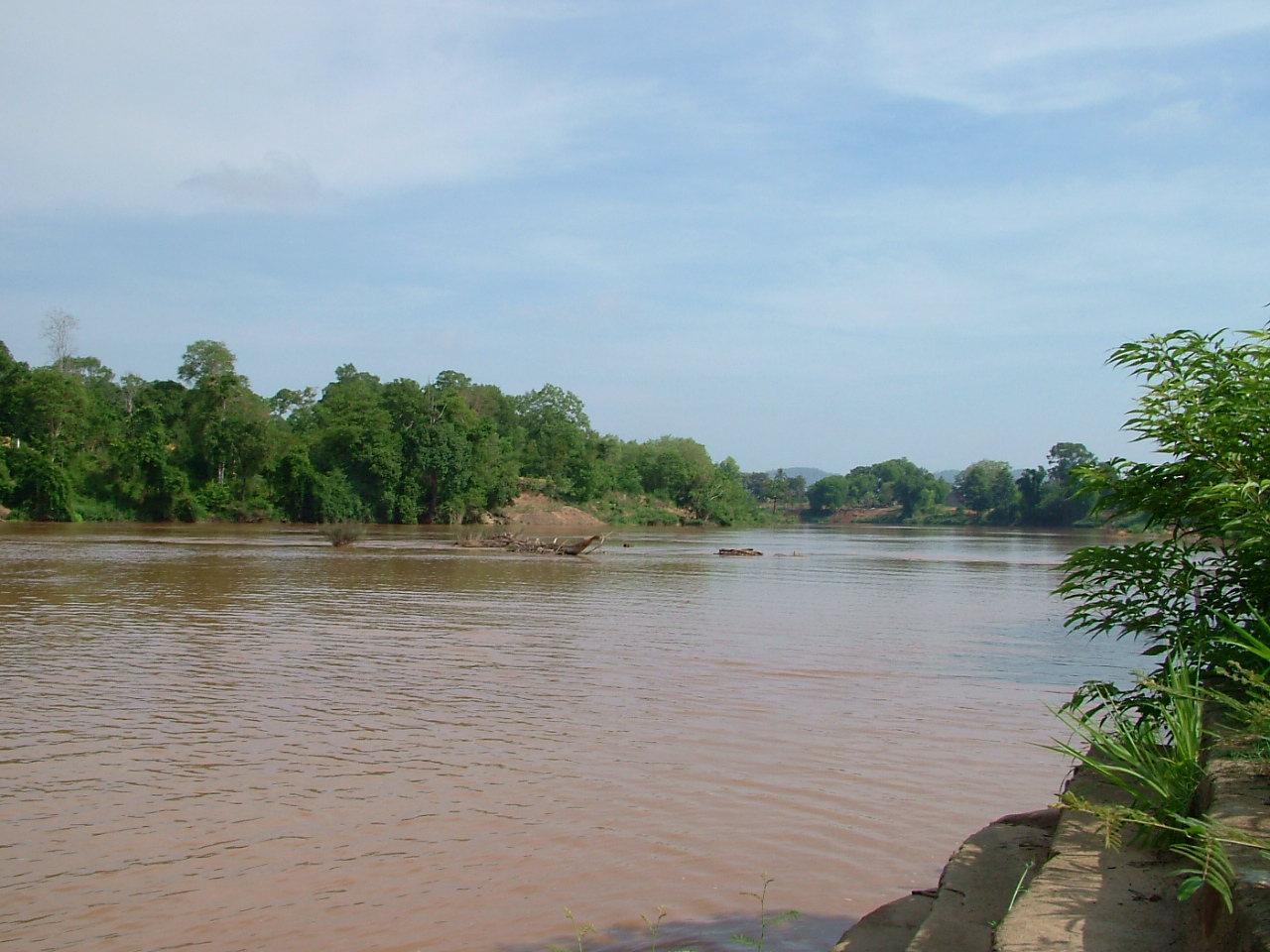
Sông Srêpốk đoạn chảy qua Bản Đôn

Thông thường, sông được chia làm hai loại là sông chính và sông nhánh (hay nhánh sông). Sông chính là sông có độ dài lớn nhất hoặc có diện tích lưu vực hay lượng nước lớn nhất; sông nhánh là sông chảy vào sông chính.

### Phân loại theo bậc sông
Ở mức độ chi tiết hơn người ta còn phân cấp sông: theo Horton–Strahler, các sông ở đầu nguồn được đánh số 1. Hai sông cấp 1 nhập lại tạo thành một dòng sông cấp 2. Một sông cấp 1 hợp với sông cấp 2 thì chỉ tạo thành sông cấp 2; nhưng hai sông cấp 2 nhập lại thành một sông cấp ba. Nghĩa là, hai sông phải có cùng cấp thì hợp lại được thành sông có cấp cao hơn một đơn vị. Cứ như vậy đánh số cho đến cửa sông.

### Theo địa hình

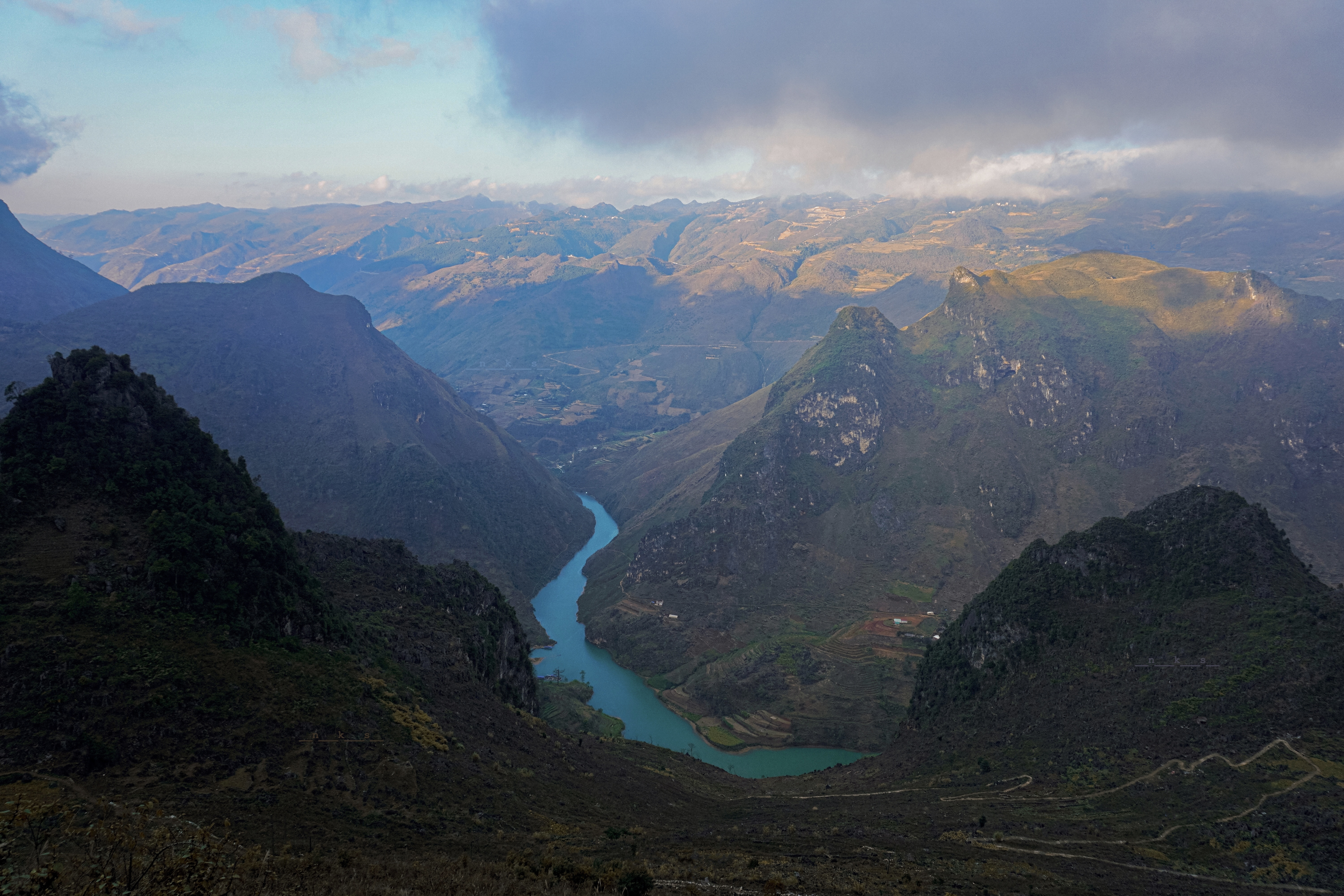
Sông Nho Quế nhìn từ Mã Pí Lèng

Các con sông nhìn chung có thể phân thành sông chảy trên vùng có bồi tích hoặc sông chảy trên vùng có đá gốc hoặc hỗn hợp. Các con sông chảy trên vùng có bồi tích có các lòng dẫn và đồng bãi bồi là do chúng tự tạo thành sông chảy trên đá gốc hình thành khi dòng sông xâm thực sâu cắt qua khỏi lớp trầm tích hiện đại và cắt vào lớp đá gốc nằm bên dưới. Quá trình này diễn ra ở những khu vực từng trải qua các kiểu biến động địa chất như nâng lên (làm tăng gradient của sông) hoặc ở những khu vực có thành phần đá cứng làm cho con sông dốc đến mức nó không thể tích tụ các bồi tích hiện đại. Sông chảy trên đá gốc thường rất ít có bồi tích trên đáy của chúng; các vật liệu này là đối tượng dễ xâm thực trong lòng sông.
Các sông bồi tích có thể phân chia theo hình dạng kênh dẫn như uốn khúc, bện tết, lang thang, móng ngựa,hoặc thẳng. Hình dạng của một con sống bồi tích bị khống chế bởi các yếu tố như nguồn cung cấp trầm tích, thành phần vật chất, lưu lượng nước, thực vật trong lưu vực sông và nâng cao đáy sông.
Thế kỷ 20 William Morris Davis đưa ra một phương pháp chu kỳ xâm thực để phân loại các con sông dự trên độ "tuổi" của nó. Mặc dù hệ thống phân loại của Davis vẫn có thể tìm thấy trong một số sách hiện nay, sau thập niên 1950 và 1960 nó ngày càng bị các nhà địa mạo học chỉ trích và không chấp nhận do cách phân loại của ông không dựa trên một giả thiết có thể kiểm chứng và do đó được cho là không khoa học. Các ví dụ về phân loại sông của Davis:
- Sông trẻ: là một con sông có độ dốc, có ít dòng chảy nhánh và có dòng chảy nhanh. Các lòng dẫn của nó xâm thực sâu phát triển mạnh hơn xâm thực ngang. Ví dụ như sông Brazos, Trinity và Ebro.
- Sông trưởng thành: là một con sông có độ dốc nhỏ hơn sông trẻ và có dòng chảy chậm hơn. Sông trưởng thành có nhiều nhánh sông đổ vào và có lưu lượng lớn hơn sông trẻ. Lòng sông xâm thực ngang lớn hơn xâm thực sâu như sông Mississippi, Saint Lawrence, Danube, Ohio, Thames và Paraná.
- Sông già: là một con sông có độ dốc thấp và có năng lượng xâm thực nhỏ. Các sông già đặc trưng bởi các bãi bồi tụ như Hoàng Hà, sông Hằng, Tigris, Euphrates, sông Ấn và Nile.
- Sông trẻ lại: là sông có độ dốc lên tạo ra bởi sự nâng lên của các mảng kiến tạo.

## Địa hình
Một dòng sông bắt đầu tại một nguồn (hoặc thường xuyên hơn là một vài nguồn), đi theo một con đường gọi là một dòng chảy, và kết thúc tại một hay nhiều cửa sông. Nước trong  sông thường bị giới hạn trong một kênh, được tạo thành từ một lòng suối giữa hai bờ. Ở những con sông lớn hơn, thường có một vùng lũ rộng hơn được hình thành bởi lũ lụt - nước tràn qua kênh. Lũ lụt có thể rất rộng liên quan đến kích thước của kênh sông. Sự khác biệt này giữa kênh sông và vùng ngập lũ có thể bị xóa nhòa, đặc biệt là ở các khu vực đô thị nơi vùng ngập lũ của một dòng sông có thể được phát triển rất nhiều bởi nhà ở và công nghiệp. Các dòng sông có thể chảy xuống núi, qua các thung lũng (vùng trũng) hoặc dọc theo đồng bằng và có thể tạo ra hẻm núi.
Thuật ngữ thượng dòng (hoặc thượng nguồn) dùng để chỉ hướng về nguồn của dòng sông, tức là ngược với hướng của dòng chảy. Tương tự, hạ dòng (hoặc hạ lưu) mô tả hướng về phía cửa sông, trong đó lớp dòng chảy lưu thông. Thuật ngữ tả ngạn chỉ bờ bên trái theo hướng dòng chảy, hữu ngạn chỉ bờ bên phải.
Kênh sông thường chứa một dòng nước, nhưng một số dòng sông chảy như một số dòng nước liên kết với nhau, tạo ra một dòng sông bện. Các dòng sông bện rộng rãi hiện chỉ được tìm thấy ở một số khu vực trên toàn thế giới,[ cần dẫn nguồn ] như Đảo Nam của New Zealand. Chúng cũng xảy ra trên các đồng cỏ và một số vùng đồng bằng sông lớn hơn. Sông Anastamose tương tự như sông bện và khá hiếm. Chúng có nhiều kênh hình sin mang khối lượng trầm tích lớn. Có rất ít trường hợp phân nhánh sông trong đó một dòng sông phân chia và dòng chảy kết thúc ở các vùng biển khác nhau. Một ví dụ là sự phân chia của sông Nerodime ở Kosovo.
Một dòng sông chảy trong kênh của nó là một nguồn năng lượng hoạt động trên kênh sông để thay đổi hình dạng và hình dạng của nó. Năm 1757, nhà thủy văn học người Đức Albert Brahms theo kinh nghiệm đã quan sát thấy rằng trọng lượng chìm của các vật thể có thể bị một dòng sông mang đi tỷ lệ thuận với sức mạnh thứ sáu của tốc độ dòng chảy của dòng sông.  Công thức này đôi khi cũng được gọi là luật của Airy.  Do đó, nếu tốc độ của dòng chảy tăng gấp đôi, dòng chảy sẽ đánh bật các vật thể có trọng lượng ngập gấp 64 lần. Trong các vùng lũ núi, đây có thể được coi là các kênh xói mòn thông qua các tảng đá cứng và tạo ra cát và sỏi từ sự phá hủy của các tảng đá lớn hơn. Một thung lũng sông đã được tạo ra từ một hình chữ U phủ băng thung lũng, thường có thể dễ dàng được xác định bởi kênh hình chữ V mà nó đã khắc. Ở giữa, nơi một dòng sông chảy qua vùng đất phẳng hơn, uốn khúc có thể hình thành thông qua sự xói mòn của các bờ sông và lắng đọng ở bên trong các khúc cua. Đôi khi, dòng sông sẽ cắt đứt một vòng, rút ngắn kênh và tạo thành hồ oxbow hoặc billabong. Các dòng sông mang một lượng lớn trầm tích có thể phát triển đồng bằng dễ thấy ở miệng của chúng. Các con sông có miệng ở vùng nước thủy triều mặn có thể hình thành cửa sông.
Trong suốt dòng sông, tổng khối lượng nước được vận chuyển về hạ lưu thường sẽ là sự kết hợp của dòng nước tự do cùng với một khối lượng đáng kể chảy qua các đá và sỏi dưới mặt nước dưới lòng sông và vùng ngập lũ của nó (được gọi là vùng hyporheic). Đối với nhiều con sông trong các thung lũng lớn, thành phần dòng chảy vô hình này có thể vượt quá dòng chảy nhìn thấy được.

### Luồng dưới bề mặt
Hầu hết nhưng không phải tất cả các dòng sông chảy trên bề mặt. Các dòng sông ngầm chảy ngầm trong hang động hoặc hang động. Những con sông như vậy thường được tìm thấy ở các khu vực có thành tạo địa chất đá vôi. Các dòng subglacial là những con sông bện lại chảy dưới đáy sông băng và các tảng băng, cho phép nước tan chảy ra ở phía trước sông băng. Do độ dốc của áp suất do trọng lượng quá lớn của sông băng, những dòng như vậy thậm chí có thể chảy lên dốc.

### Tính lâu dài của dòng chảy
Một dòng sông không liên tục (hoặc dòng sông phù du) thỉnh thoảng chỉ chảy và có thể khô trong vài năm. Những con sông này được tìm thấy ở những vùng có lượng mưa hạn chế hoặc biến đổi cao, hoặc có thể xảy ra do các điều kiện địa chất như lòng sông rất dễ thấm. Một số dòng sông phù du chảy trong những tháng mùa hè nhưng không phải vào mùa đông. Những dòng sông như vậy thường được nuôi dưỡng từ các tầng chứa nước đá phấn lấy lại từ lượng mưa mùa đông. Ở Anh, những con sông này được gọi là bournes và đặt tên của chúng cho những nơi như Bournemouthvà Eastbourne. Ngay cả ở những vùng ẩm ướt, vị trí nơi dòng chảy bắt đầu trong các dòng nhánh nhỏ nhất thường di chuyển ngược dòng để đáp ứng với lượng mưa và hạ lưu trong sự vắng mặt của nó hoặc khi thảm thực vật mùa hè hoạt động chuyển hướng nước để thoát hơi nước. Các dòng sông khô thông thường trong khu vực khô cằn thường được xác định là arroyos hoặc các tên khu vực khác. Các nước tan ra từ mưa đá lớn có thể tạo ra một bùn nước, mưa đá và cát hoặc đất, tạo thành sông tạm thời.

## Danh sách các sông

### 10 sông dài nhất thế giới
Việc đo chiều dài của một con sông rất khó, phần nhiều tại vì càng đo chính xác hơn thì những sông càng dài hơn. Ngoài ra, việc xác định nguồn và cửa sông cũng khó, bởi vì phần đầu của nhiều sông chỉ là dòng suối hay hồ từng mùa hoặc đầm lầy.
Đây là những con số trung bình:
1. Nil (6.650 km)
2. Amazon (6.400 km)
3. Dương Tử (Trường Giang; 6.300 km)
4. Mississippi–Missouri (6.275 km)
5. Obi–Irtysh (5.570 km)
6. Enisei–Angara (5.550 km)
7. Hoàng Hà (5.464 km)
8. Hắc Long Giang (4.410 km)
9. Congo (4.380 km hay 4.670 km)[3]
10. Lena (4.260 km)

### Những sông nổi tiếng
- Sông Amazon, dòng sông lớn nhất thế giới (có lưu vực rộng nhất)
- Sông America, nhánh của sông Sutter's Mill
- Sông Amu Darya
- Sông Amur (Hắc Long Giang), dòng sông chính của vùng đông Siberia và là biên giới tự nhiên giữa Nga và Trung Quốc
- Sông Arkansas, dòng chính của sông Mississippi
- Arno, dòng sông chảy xuyên qua Firenze, Ý
- Arvandrud (Shatt al-Arab), biên giới giữa Iran và Iraq
- Sông Brahmaputra, dòng sông chính ở Đông Bắc Ấn Độ và Tân Cương
- Chao Phraya, dòng sông chính của Thái Lan
- Sông Clyde, chảy qua Glasgow (Scotland)
- Colorado (ở Argentina)
- Colorado (ở Hoa Kỳ), dòng sông chính của miền Tây Mỹ
- Sông Columbia, dòng sông chính ở Bắc Thái Bình Dương
- Congo, sông chính của vùng Trung Phi.
- Sông Danube, dòng sông chảy qua vùng trung tâm châu Âu
- Río de la Plata, sông rộng nhất thế giới
- Sông Ebro, Tây Ban Nha
- Sông Elbe, sông chính của Đức, Hamburg nằm bên cạnh bờ sông
- Sông Euphrates, cùng với sông Tigris là hai nhánh của sông Mesopotamia (Iraq)
- Sông Hằng, dòng sông quan trọng của Ấn Độ; cũng chảy qua Bangladesh
- Sông Hán, dòng sông chảy qua Seoul, Hàn Quốc
- Sông Helmand, dòng sông chính của Afghanistan
- Sông Hoàng Hà, một trong những dòng sông chính của Trung Quốc
- Sông Hudson, dòng sông chính của New York
- Sông Ấn, con sông chính của Pakistan
- Jordan, sông chính của Israel
- Sông Karun, Iran
- Sông Kaveri, Ấn Độ
- Sông Lena, dòng sông chính vùng Siberia, Nga
- Sông Mackenzie, dòng sông dài nhất Canada
- Magdalena, Colombia
- Sông Main, Đức
- Sông Mê Kông (Cửu Long), sông dài nhất Đông Nam Á
- Sông Mersey, chảy qua Liverpool
- Sông Maas, sông giữa Hà Lan và Bỉ. Khu vực cửa sông có cảng Rotterdam
- Sông Mississippi, Hoa Kỳ
- Sông Missouri, Hoa Kỳ
- Sông Murray, (Murray-Darling) Úc
- Niger, châu Phi
- Sông Nin, dòng sông dài nhất thế giới, nguồn cung cấp phù sa cho Ai Cập
- Sông Obi, Siberia, Nga
- Oder, châu Âu
- Sông Ohio
- Sông Orinoco, Venezuela
- Parana', sông chính vùng Nam Mỹ
- Paraguay, dòng sông quan trọng ở Brasil, Bolivia, Paraguay và Argentina.
- Po, chảy qua khu công nghiệp miền bắc nước Ý.
- Sông Potomac, sông chảy qua Washington, D.C. và là ranh giới giữa 2 bang Maryland và Virginia, Hoa Kỳ
- Sông Rhein, châu Âu, đang gánh chịu ảnh hưởng ô nhiễm từ các khu công nghiệp miền Tây nước Đức.
- Rhone, Pháp
- Sông Rio Grande, biên giới giữa Mỹ và México
- Sông Saint Lawrence, vùng Hồ Lớn
- Sông Seine, chảy qua Paris
- Sông Segura, Tây Ban Nha
- Sông Severn, sông dài nhất nước Anh
- Shinano-gawa, dài nhất Nhật Bản.
- Sông Snake
- Sông Tajo, sông lớn nhất ở bán đảo Iberia
- Sông Tay, Scotland
- Thames, chảy qua Luân Đôn
- Sông Tiber, Roma
- Sông Tigris, vùng Lưỡng Hà - một trong những cái nôi của văn minh nhân loại.
- Tonegawa, Nhật Bản
- Sông Vistula, Ba Lan
- Sông Vltava, Praha (Cộng hòa Séc)
- Sông Volga, Nga - con sông dài nhất Châu Âu.
- Sông Trường Giang, sông dài nhất Trung Quốc
- Yenisei, Siberia
- Yukon, Alaska và Lãnh thổ Yukon
- Sông Zambezi, châu Phi

## Hình ảnh

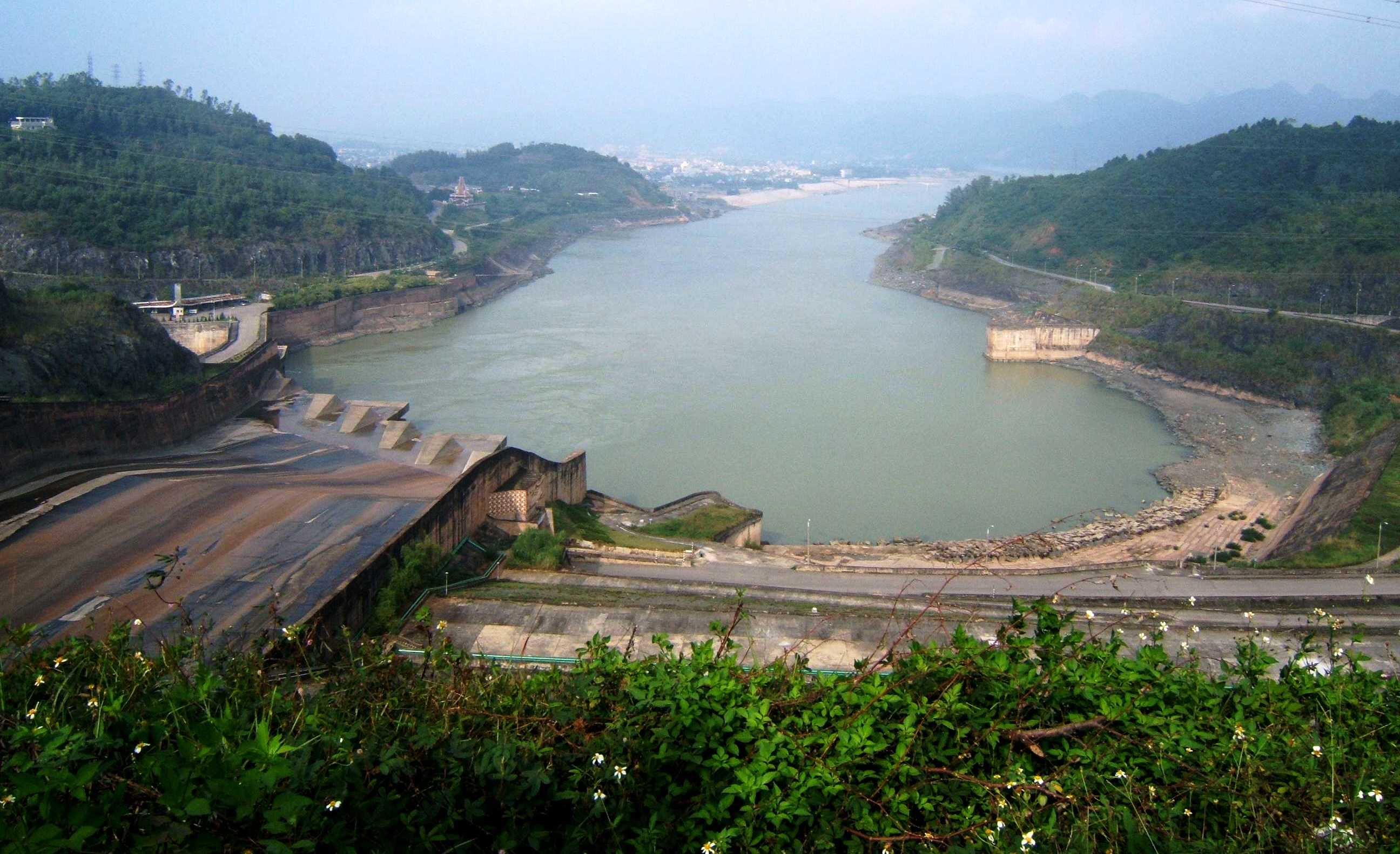
Sông Đà phía dưới đập Thủy điện Hòa Bình
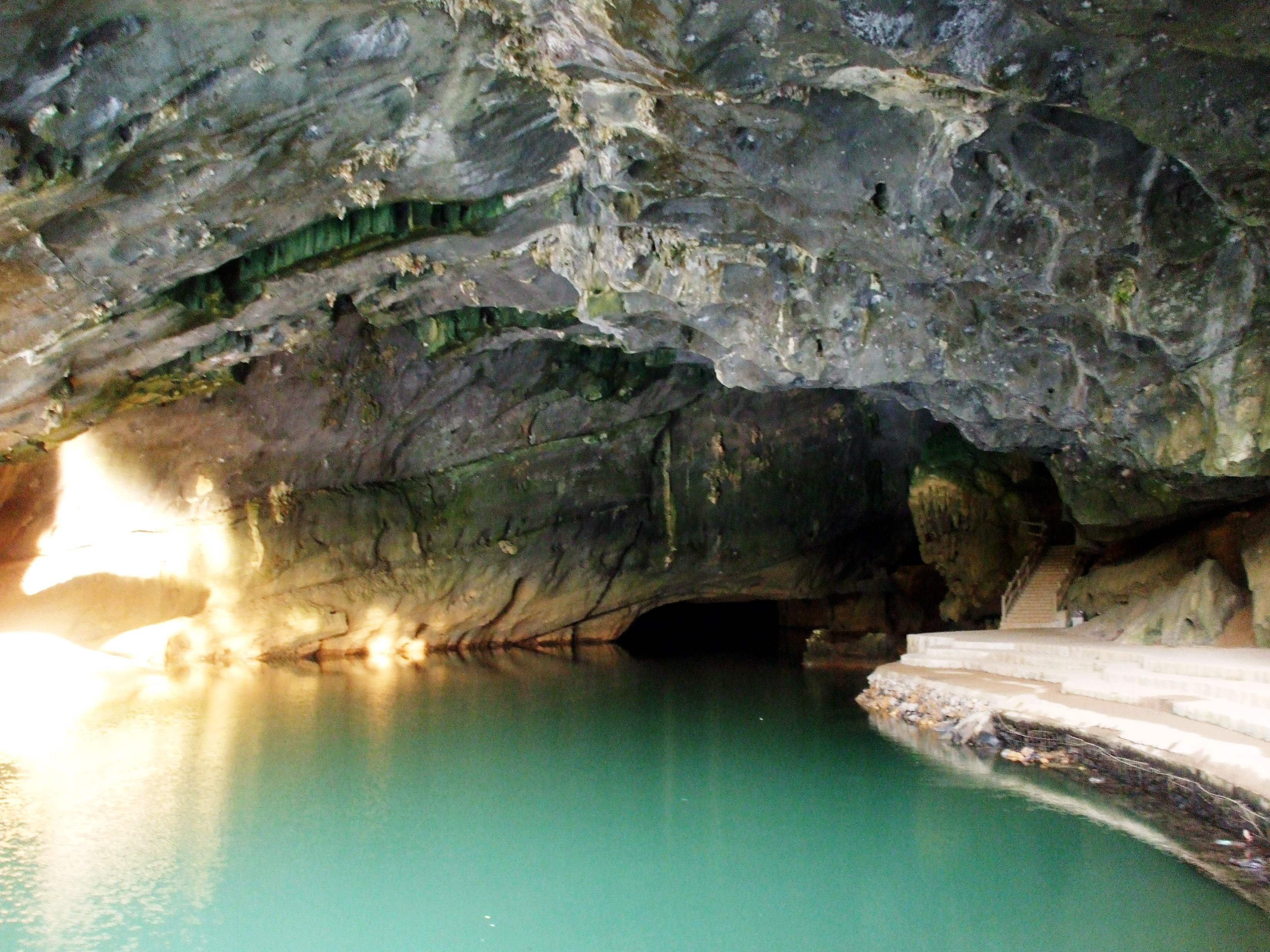
Sông Son chảy trong động Phong Nha
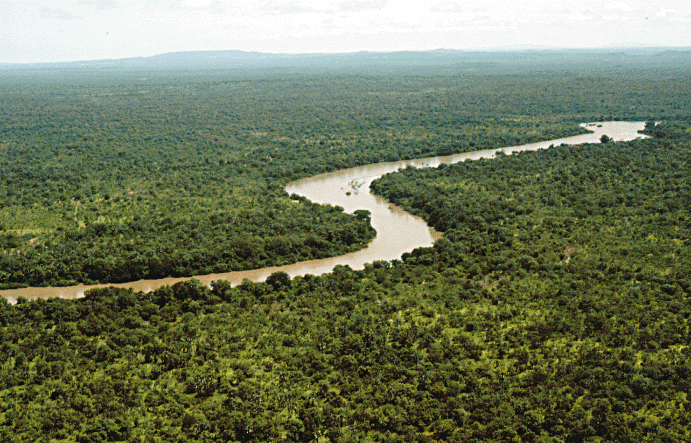
Sông Gambia
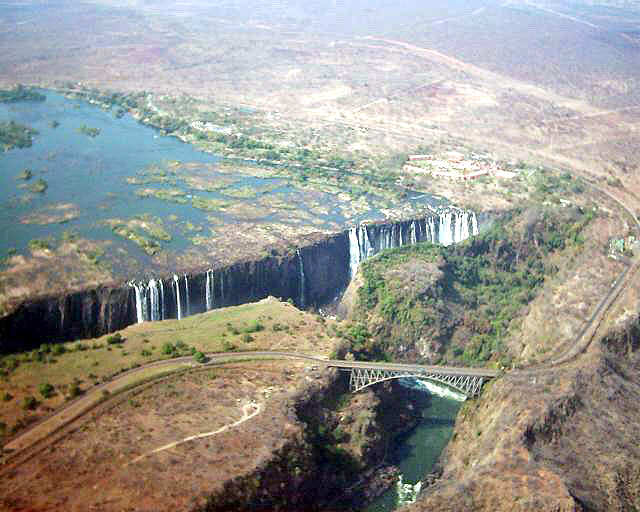
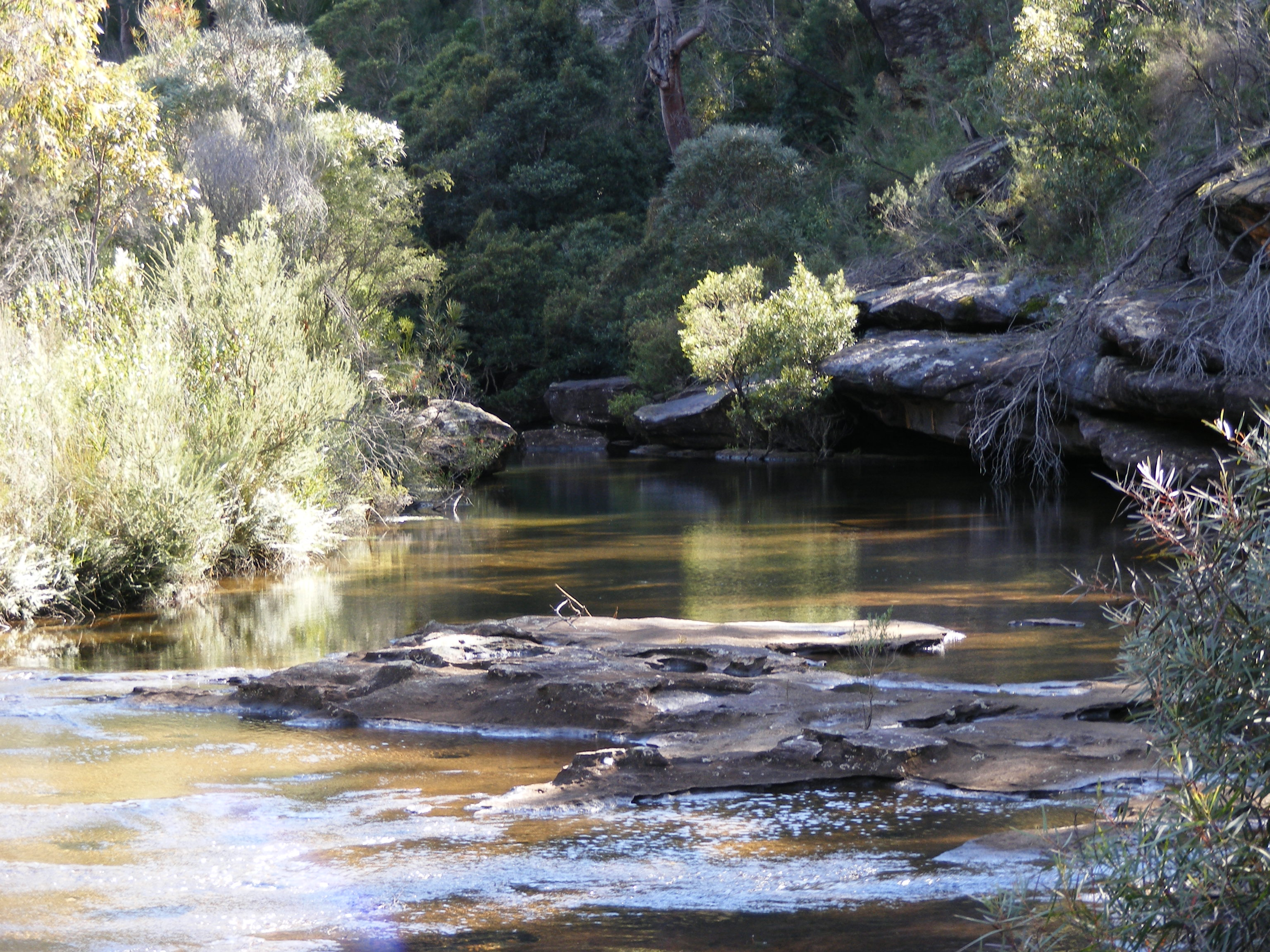
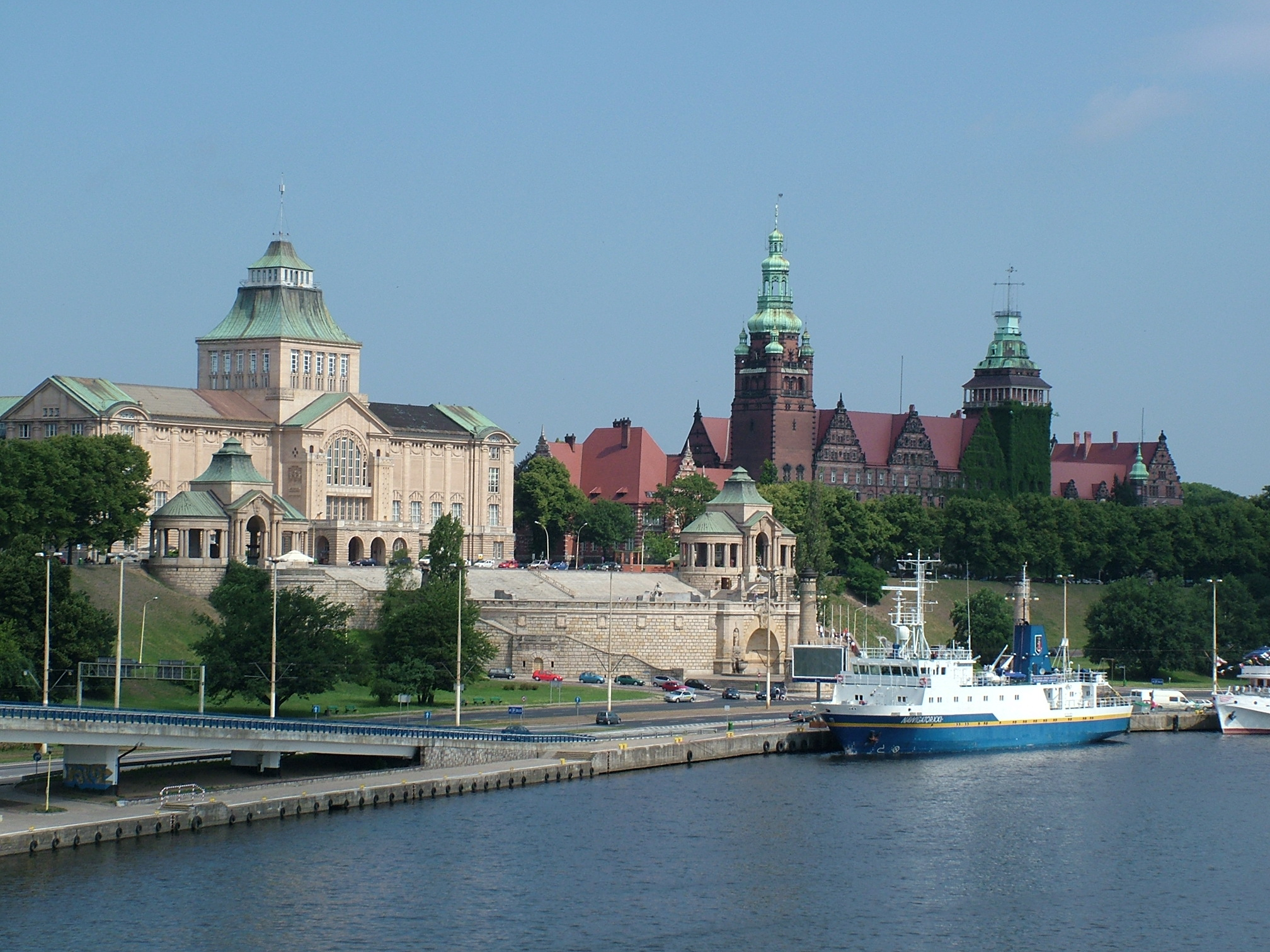
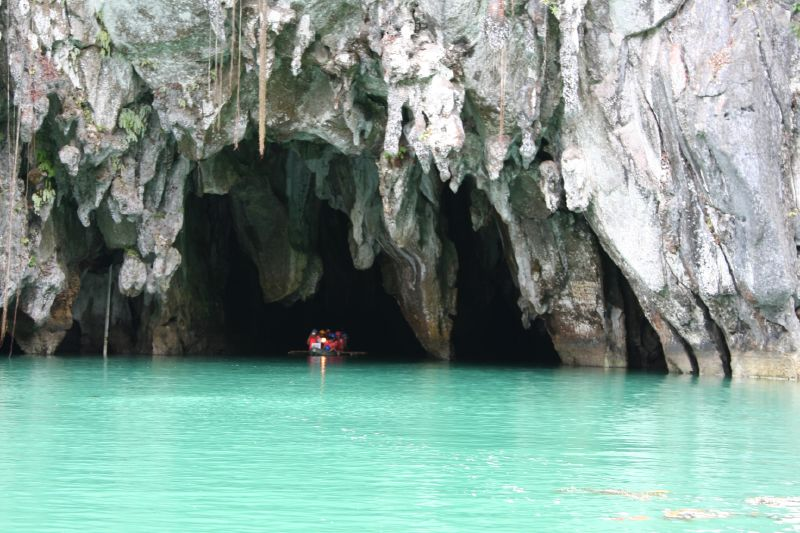
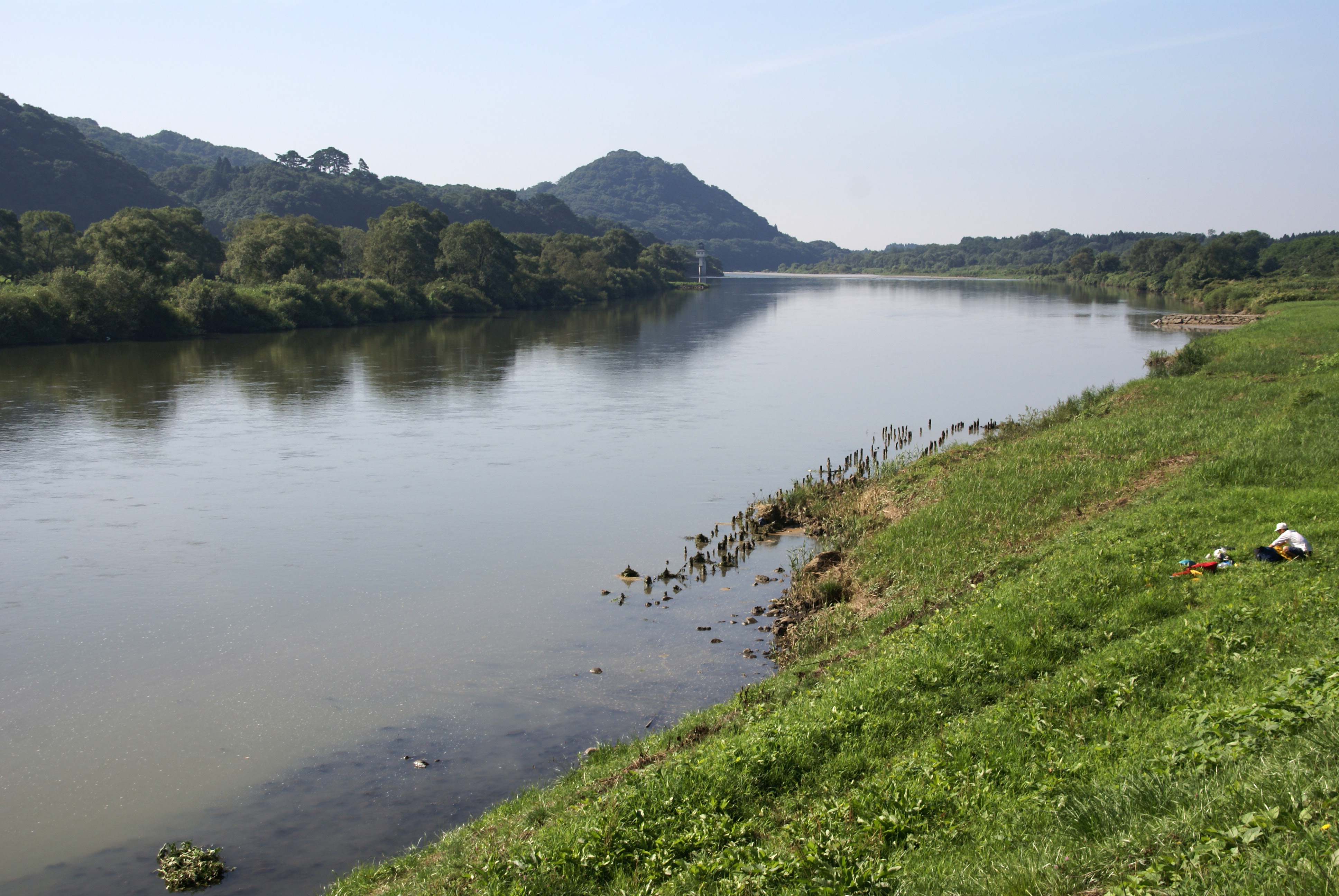
Sông Kitakami, Nhật Bản
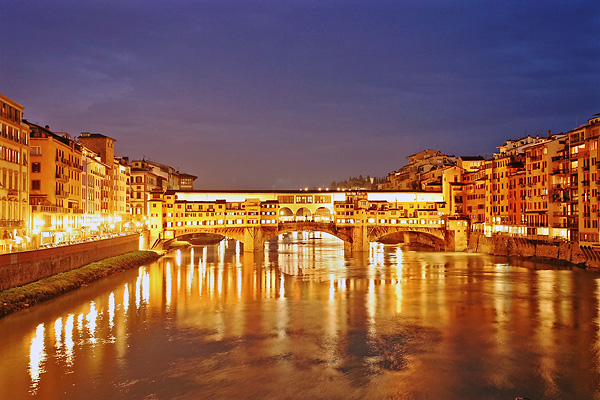
Sông Arno, Florence, Ý.